# Chiesa di San Cristoforo (Mantova)
La chiesa di San Cristoforo è un edificio religioso sconsacrato di Mantova, di proprietà dello Stato, situato in via Giulio Romano, angolo via Acerbi. La chiesa è situata a margine del centro della città storica, lungo una delle arterie principali che conducevano alla zona paludosa del Tè, dove si trovavano le stalle dei famosi cavalli, vanto della casata dei Gonzaga.
Sorse come chiesa conventuale dei Celestini e sostenuta da Paola Malatesta, consorte del marchese di Mantova Gianfrancesco Gonzaga, nella quale volle ospitare anche un piccolo ospedale.
Al suo interno erano esposti quadri di valore, tra cui la Sacra Famiglia, opera di Cesare da Sesto e conservata al Museu Nacional de Arte Antiga di Lisbona.  La chiesa venne sconsacrata nel Settecento e in seguito adibita a caserma, a magazzino di deposito e, fino agli anni 2000, a negozio di mobili d'arte e antiquariato della famiglia mantovana Dusi, di cui fanno parte gli artisti Carlo Dusi e Nicola Dusi Gobbetti. 